# Kirby Puckett
Kirby Puckett (* 14. März 1960 in Chicago, Illinois; † 6. März 2006 in Phoenix, Arizona) war ein US-amerikanischer Baseballspieler in der Major League Baseball (MLB) auf der Position des Centerfielders.

## Biografie

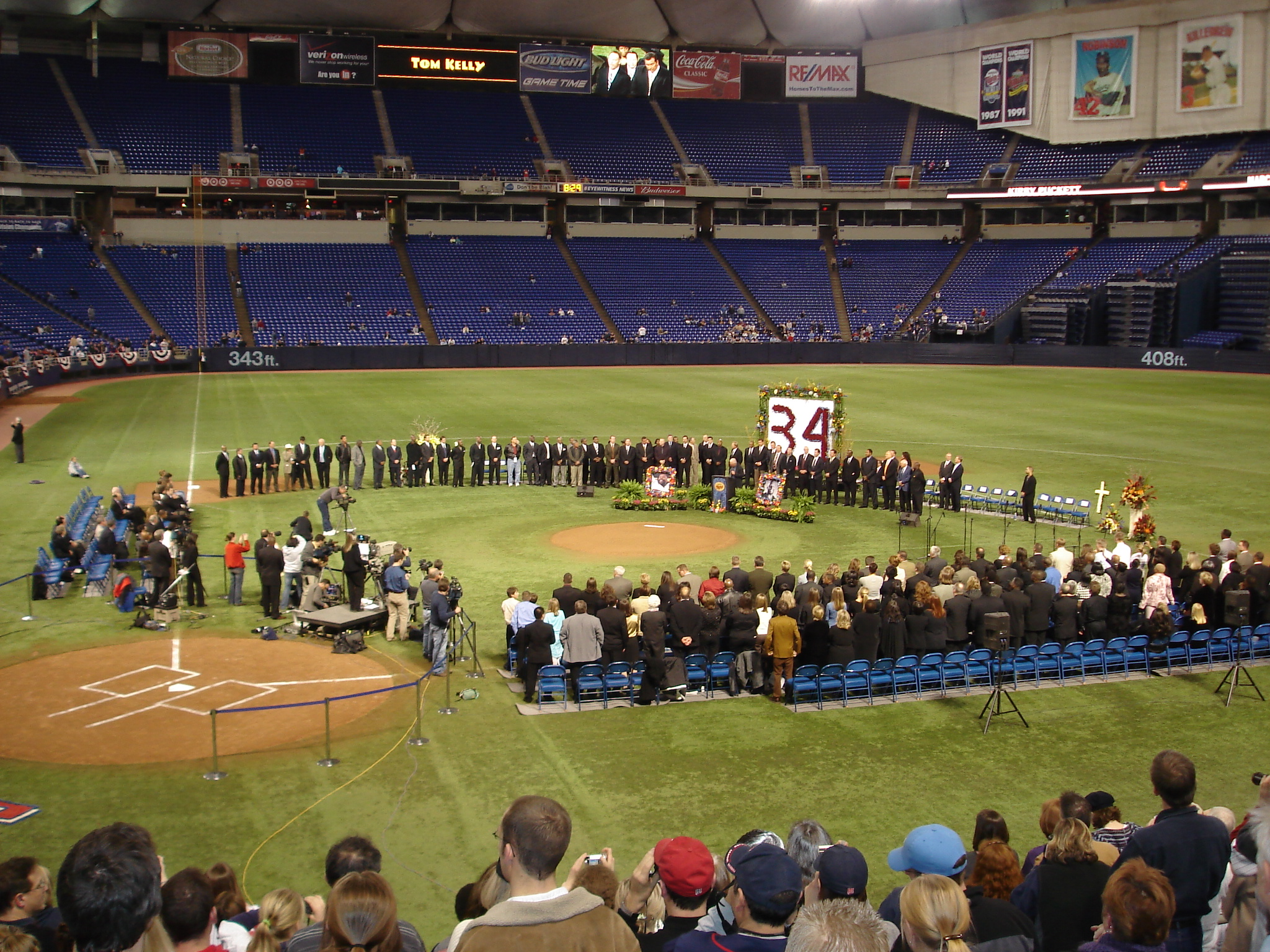
Gedenkveranstaltung im Metrodome 2006

Kirby Puckett wuchs in Chicago in armen Verhältnissen als jüngstes von neun Kindern auf. 1982 wurde er im Draft von den Minnesota Twins verpflichtet, bei denen er seine komplette Karriere in der Major League bestritt. Sein Debüt gab der meistens als Outfielder eingesetzte Puckett am 8. Mai 1984. In diesem Spiel gelangen ihm vier Basehits, Puckett war der neunte Spieler in der Geschichte der Major League, dem dies bei seinem ersten Spiel gelang. Von 1986 bis 1995 nahm er alljährlich am MLB All-Star Game teil. Sein erstes Glanzjahr hatte Puckett 1987, in diesem Jahr gewann er mit den Twins die erste World Series gegen die St. Louis Cardinals in sieben Spielen. Die Saison 1987 hatte er mit einem Schlagdurchschnitt von 33,3 % und 207 Hits beendet. Seinen zweiten Titelgewinn konnte Puckett 1991 im Finale gegen die Atlanta Braves feiern. Kurios an dieser Finalbegegnung war die Tatsache, dass beide Teams ein Jahr zuvor noch auf dem letzten Platz ihrer Division gelegen hatten. Im sechsten Spiel dieser Serie sicherte Puckett den Twins mit einem Home Run im letzten at-bat im elften Inning den Sieg und erzwang so eine siebte Begegnung, in der die Twins den Titel gewannen. Sein letztes Spiel bestritt er am 28. September 1995. 1996 hinderten ihn Schwierigkeiten mit seinen Augen an einer Fortsetzung seiner Karriere und er erklärte seinen Rücktritt. Zu diesem Zeitpunkt führte er die ewige Bestenliste der Twins in Hits, Doubles, Total Bases, At-Bats und Runs an.
Durch seine Treue zum Verein war er eine Legende bei den Twins geworden. Bereits 1997 wurde seine Trikotnummer 34 von Minnesota nicht mehr vergeben. Bereits im ersten möglichen Wahljahr wurde Puckett in die Baseball Hall of Fame aufgenommen. Nach Sandy Koufax und Lou Gehrig war er der drittjüngste Spieler, dem diese Ehre zuteilwurde. Viele gesundheitliche Probleme und eine starke Gewichtszunahme nach dem Ende seiner sportlichen Laufbahn ließen Puckett die Öffentlichkeit meiden; dennoch genoss er große Beliebtheit. Am 6. März 2006 erlag Puckett in Phoenix den Folgen eines Schlaganfalls. Neben einer privaten Gedenkfeier fand im Metrodome in Minneapolis am 13. März eine öffentliche Gedenkveranstaltung vor rund 15.000 Fans statt.